# اوبه

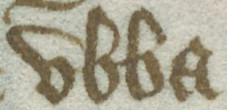
نام اوبا همان‌طور که در برگه 48 v از کتابخانه هارلی بریتانیا آمده ۲۲۷۸ (زندگی قدیسان ادموند و فرموند): " Vbba ".

اوبا راگنارسون (احتمالاً در سال ۸۷۸ درگذشت) یک وایکینگ قرن نهمی و یکی از فرماندهان ارتش بزرگ است که در دهه ۸۶۰ به انگلیستان عهد آنگولاساکسون‌ها حمله کردند. به نظر می‌رسد ارتش بزرگ ائتلافی از نیروهای جنگی بوده که گستره آن از اسکاندیناوی، ایرلند گرفته تا منطقه دریای ایرلند و اروپای قاره‌ای را در بر می‌گرفته‌است. دلایلی برای این گمان وجود دارد که بخشی از نیروهای وایکینگ به‌طور خاص اصالتی فریسیایی داشتند، جایی که برخی از فرماندهان وایکینگ بخش‌هایی از سرزمین‌های اعتاشده فرانک‌ها را صاحب بودند. برخی منابع اوبا را دوک فریسیها، معرفی می‌کنند که می‌تواند شواهدی باشد بر این که وی از جهاتی با منافع فریسی‌ها در ارتباط بوده.
در سال ۸۶۵ ارتش بزرگ، که ظاهراً توسط ایوار بی‌استخوان هدایت می‌شد، قبل از حمله و نابودی پادشاهی نورتومبریا، در پادشاهی آنگلیای شرقی زمستان گذراند. در سال ۸۶۹، وایکینگ‌ها که توسط مرسیایی‌ها حمایت می‌شدند، زاویه شرقی را فتح کردند و در این راه پادشاه آنها، ادموند، مردی که بعدتر به‌عنوان یک قدیس و شهید شناخته شد را کشتند. در حالی که منابع نزدیک به معاصر اوبا را به‌طور خاص با نبردهای بعدی مرتبط نمی‌دانند، برخی منابع احتمال نه چندان بالایی را در نظر می‌گیرند که او با افسانه ادموند در ارتباط بوده‌است. در گذر زمان، آیوار و اوبا به عنوان کهن الگویی وایکینگ و مخالف مسیحیت شناخته شدند. منابع غیر معاصر نیز آیوار و اوبا را با افسانه راگنار لودبروک، چهرهٔ بحث‌برانگیز تاریخی، مرتبط می‌دانند. دلایلی وجود دارد که می‌گوید فرقه ادموند با هدف ادغام شهرک نشینان اسکاندیناوی در آنگولا-ساکسون انگلیس ترویج شده‌است و افسانه راگنار لادبروک هم ممکن است در تلاش برای توضیح دلیل استقرار آنها باشد.
پس از سقوط پادشاهی شرق آنگلین، رهبری ارتش بزرگ به نظر می‌رسد که به دست بگسک و هفلدان که در برابر مرسیایی‌ها و وسکس مبارزه کردند افتاد. در سال ۸۷۳ ارتش بزرگ چند پاره گشت. در حالی که هالفدان پیروان خود را در نورتومبریا مستقر می‌کرد، ارتش تحت فرماندهی گوتروم، اوسیتل و آنوند، به سمت جنوب حمله کرد و علیه ساکسونهای غربی کارزاری را ترتیب داد. در زمستان ۸۷۷/۸۷۸، گوتروم حمله ای برق‌آسا به اعماق وسکس انجام داد. دلیلی وجود دارد که گمان کنیم این حمله توسط نیروهای جداشده وایکینگ در دوون ترتیب داده شده‌است. گزارش شده که این ارتش بعدتر در آرکس کاینیوت در سال ۸۷۸ نابود گشته‌است. طبق یک منبع نزدیک به معاصر، این نیروها توسط یکی از برادران آیوار و هلفدان هدایت می‌شدند، برخی منابع این شخص را اوبا معرفی می‌کنند.

## ارتش بزرگ
در اواسط قرن نهم، ارتش مهاجم وایکینگ‌ها در آنگلوساکسون به هم پیوستند. اولین نسخه از تاریخچه آنگولاساکسون قرن نهم تا دوازدهم به‌گونه‌ای دیگر، مهاجمان را " micel here توصیف می‌کند" "، یک اصطلاح انگلیسی قدیمی که می‌تواند به معنی" ارتش بزرگ " یا «ارتش کبیر» ترجمه شود. شواهد باستان‌شناسی و منابع اسنادی نشان می‌دهد که این ارتش بزرگ یک نیروی واحد نبوده بلکه بیشتر یک مجموعه ترکیبی از باندهای جنگی است که از مناطق مختلف گرد هم آمده‌اند.
منشأ دقیق ارتش بزرگ مبهم است. تاریخچه آنگلوساکسون، وایکینگ‌ها را به عنوان دانمارکی‌ها معرفی می‌کند. ویتا آلفردی در قرن دهم ادعا می‌کند که مهاجمان از دانمارک آمده‌اند.